# Holden VG
De Holden VG was een serie van het Australische automerk Holden uit 1990. De serie was gebaseerd op de in 1988 geïntroduceerde VN-serie (Commodore) en bestond enkel uit Utes. Dit waren tevens Holdens eerste Utes in zes jaar. De Utes van de voorgaande WB-serie waren immers in 1984 al uitgefaseerd. De iconische Ute werd dan ook groots ontvangen op de Australische thuismarkt.

## Geschiedenis
Aan deze compleet nieuwe Holden Ute, gebaseerd op de VN Commodore, was drie jaar lang gewerkt en zo'n 10 miljoen Australische dollar gespendeerd. Het was ook de eerste Ute die gebaseerd was op de Commodore die al sinds 1978 bestond. De nieuwe Ute kwam in twee versies: de Ute en de sportievere Ute S. Een maand na de Holdens volgde een prestatiemodel van Holden Special Vehicles, de HSV Maloo Ute. De VG Ute was de grootste Ute tot dan toe en ook de sterkste. Hij kon tot 720 kg dragen. De modellen bleef tot 1992 in productie.

## Modellen
- Sep 1990: Holden Ute
- Sep 1990: Holden Ute S
- Okt 1990: HSV Maloo Ute